# Panagiotis Glykos
Panagiotis Georgios Glykos (griechisch Παναγιώτης Γλύκος, der Name wird vereinzelt als Panagiotis Glikos (i statt y) wiedergegeben; * 10. Oktober 1986 in Volos) ist ein griechischer Fußballspieler und agiert auf der Position des Torwarts.

## Karriere
Seine Laufbahn begann in der Jugend von Olympiakos Volos, von welcher er zur Saison 2004/05 in die erste Mannschaft wechselte. Zur Spielzeit 2007/09 schloss er sich dann in der Super League PAOK Thessaloniki an. Nach lediglich einem Ligaspiel zwischen den Pfosten von PAOK wurde er zur Hinrunde der Saison 2009/10 erst einmal an seinen alten Klub wieder verliehen. Eine zweite Leihe folgte dann für die Saison 2010/11 zu Agrotikos Asteras. Nach dieser zweiten Leihe verblieb er schließlich bis zum Ende der Runde 2018/19 bei dem Klub. In dieser Zeit gewann er zwei Mal den nationalen Pokal und einmal die Meisterschaft. Bis heute ist er mit 165 Spielen Wettbewerbsübergreifend der Torhüter mit den zweitmeisten Einsätzen für PAOK.
Bis Ende Oktober 2020 war er erst einmal ohne Klub um sich dann bis zum Ende der laufenden Spielzeit Apollon Larisas anschloss. Derzeit ist er erneut ohne Klub.

## Nationalmannschaft
Glykos spielt für die Griechische Fußballnationalmannschaft. Bei der Fußball-WM 2014 wurde er eingewechselt beim Spiel Griechenland – Elfenbeinküste in Fortaleza am 24. Juni 2014 (in der 24. Minute) für den am Rücken verletzten Orestis Karnezis.

## Erfolge
- Griechischer Pokalsieger: 2017, 2018, 2019
- Griechischer Meister: 2019